# 浦安市立日の出南小学校
浦安市立日の出南小学校（うらやすしりつ ひのでみなみしょうがっこう）は、千葉県浦安市日の出五丁目にある市立小学校。

## 沿革

### 経緯
- 浦安市立日の出小学校・浦安市立明海小学校から分離して児童数816名で開校した。浦安市で15番目の小学校である。

### 年表
出典
- 2004年（平成16年） - 建設工事着工。
- 2005年（平成17年）
  - 3月25日 - 竣工式。
  - 4月1日 - 浦安市立日の出小学校・浦安市立明海小学校から分離して開校。
  - 4月8日 - 第1回入学式挙行。最初の新入生は213名。この213名を含め、全校児童816名・24学級でスタートを切った。
  - 7月23日 - PTA設立。
- 2006年（平成18年）
  - 2月23日 - 校章・校歌制定発表会開催。
  - 2月28日 - 校章・校歌制定。
  - 3月17日 - 第1回卒業証書授与式挙行。最初の卒業生は71名。
  - 4月1日 - 浦安市立明海南小学校開校により、本校から児童74名分離。
- 2012年（平成24年）4月1日 - 特別支援学級（くすのき学級）開設。
- 2015年（平成27年）2月23日 - 創立10周年記念式典挙行。

## 教育方針

### 学校教育目標
〜磨きあい、高めあう心豊かな子どもの育成〜
- 進んで学ぶ子
- 思いやりのある子
- 健康で明るい子
- 挑戦する子

### 目指す学校像
- 心温かく、潤いのある美しい学校
- 心と体を鍛え、共に生活する喜びや学習する喜びを体験できる学校
- 自他の生命を尊重すると共に、安全に生活できる学校
- 協働の心を基盤に教育実践を積み上げ、自分の能力を高め、信頼に応える学校
- 学校・地域・保護者が一体となって創る学校

## 学校行事
| - 4月 入学式、1年生を迎える会、PTA総会 - 5月 運動会 - 6月 音楽鑑賞教室（6年生）プール開き | - 7月 自然体験学習（5年生） - 8月 - 9月 修学旅行（6年生） | - 10月 小中学校音楽会（6年生）、校外学習 - 11月 日の出南フェスティバル - 12月 | - 1月 - 2月 6年生を送る会 - 3月 卒業証書授与式 |

## 部活動
- 陸上部（陸上大会直前の約1か月のみ活動）
- サッカー部
- ミニバスケットボール部
- 吹奏楽部
- 合唱部

## 周辺
- 浦安市立日の出第3街区公園 - 敷地が隣接。
- 聖徳大学付属幼稚園 - 敷地が隣接。
- セレナヴィータ新浦安 - 敷地が隣接。
- 順天堂大学浦安・日の出キャンパス - 浦安市道をはさんで、敷地が隣接。
- レッツインドアテニススクール - 浦安市道をはさんで、敷地が隣接。
- マリナガーデン新浦安 - 浦安市道をはさんで、敷地が隣接。
- ラ・ジェント・ホテル東京ベイ
- パークシティ東京ベイ - 学校に最も近いのは、「新浦安Coco街区」となる。
- 浦安市立日の出おひさま公園
  - なお、上記以外の公園も点在する。
- 浦安市消防本部日の出出張所
- 浦安市立日の出中学校
- 浦安市立日の出小学校 - 日の出中学校に隣接。
- 浦安市立明海中学校

## アクセス
- 浦安市コミュニティバス「おさんぽバス」じゅんかい線「いちょうルート」・「つつじルート」で、「日の出南小学校」停留所下車。
- 東京ベイシティ交通「系統11」で、「日の出南」停留所から、徒歩約665m・約10分。